# Mas Pernau
Mas Pernau és una masia del municipi de Campdevànol (Ripollès) inclosa en l'Inventari del Patrimoni Arquitectònic de Catalunya.

## Descripció
El mas Pernau es troba al Nord de la població i sobre la carretera de Ribes de Freser. És un cas excel·lent d'arquitectura rural de la comarca del Ripollès, no només el cos central del mas sinó tot el conjunt que forma amb els edificis annexos, com són els graners i estables. És especialment notable l'arc de la pallissa.